# Cyrano de Bergerac
Savinien de Cyrano de Bergerac (Pariz, 6. ožujka 1619. – Sannois, 6. srpnja 1655.) bio je francuski dramatičar.

## Životopis
Oko 1638. godine je stupio u vojsku te je ranjen pri opsadi Arrasa (1640.). Nakon toga je napustio službu. Napisao komediju „Nasamareni nadriučenjak” (Le Pédant joué; 1654.) te protuvjersku tragediju „Agripinina smrt” (La Mort d’Agrippine; 1654.).
Napisao je i dva fantastična romana: „Drugi svijet ili države i carstva Mjeseca” (L’Autre Monde ou les États et Empires de la Lune; 1649.) i „Države i carstva Sunca” (Les États et Empires du Soleil; 1650.).
Bio je zagovornik intelektualne slobode te se protivio bilo kojoj vrsti autoriteta (osobito Aristotelovom).